# Lan huyết nhung Việt Nam
Lan huyết nhung Việt Nam (danh pháp: Renanthera vietnamensis) là một loài thực vật có hoa trong họ Lan. Loài này được Aver. & R.Rice mô tả khoa học đầu tiên năm 2002.